# Miljøpram
Miljøprammene bruges af Søværnet i Danmark.
De tre miljøpramme blev overtaget af Søværnet i 1996 da alle miljøskibe blev overdraget fra Miljøstyrelsen. Prammene bruges til at opsamle olie fra andre miljøskibe, således at den samlede opsamlingskapacitet øges og skibene ikke behøver at gå i havn så ofte for at komme af med den opsamlede olie.
Prammene har ingen motor og er derfor afhængig af andre skibe til at slæbe dem frem og tilbage. Hver pram har kapacitet på ca. 300 m³ olie samt et opbevaringsrum til diverse grej på ca 60 m³. Prammene er fordelt med en på Flådestation Frederikshavn, en på Flådestation Korsør og en på Marinestation Holmen.
| Pennant | Navn | Kølen lagt | Søsat | Indgået | Navngivet af | Udfaset | Kaldesignal |
| MS201   | -    | 1980       | 1980  | 1996    | -            | -       | -           |
| MS202   | -    | 1980       | 1980  | 1996    | -            | -       | -           |
| MS203   | -    | 1980       | 1980  | 1996    | -            | -       | -           |